# L'Aurore et Céphale
Eos i Cèfal (L'Aurore et Céphale en francès) és una obra de Guérin (1810) exposada al Louvre. Eos estén unes flors sobre el cos de Cèfal que està dormint en un núvol; un angelet està agafant la mà d'aquest últim.

## Descripció i significat
L'Aurore (Eos en català), acompanyada per l'Amour (Amor en català), aixeca el vel de la nit estrellada, i la difusió de les flors de la terra. En la seva carrera ràpida, veu Céphale (Cèfal en català) adormit; ella s'enamora, i encanta al jove caçador a la tendresa de la seva esposa. Céphale adormit i descansant en un núvol sembla elevar-se suaument cap al cel. Una estrella que brilla en el cap de l'Aurore s'il·lumina amb una llum suau i tranquil·la creant una escena voluptuosa. La figura de la deessa és prima i elegant; els seus braços estan nus; sense vel que oculti el seu pit o les espatlles. Duu un vestit lleuger i transparent, lligat sota del seu pit, cap avall sobre els seus peus, un dels quals es veu a través dels núvols.

## Estil
Aquest encantador tema en particular, digne del pinzell Corrgèe era menys inclinat al talent de Guérin, un programa purament històric, on tot ha de ser pronunciat. Acostumat a donar a les seves produccions un caràcter enèrgic, sembla haver buscat en aquesta obra l'ocasió en lloc d'imitar les formes i colors que hi havia en models. La intenció de Guérin fou la de crear una naturalesa celestial aèria. La composició de la pintura està plena de gustos, el dibuix es compon per tenir diversos tons de pell correctament lluminosos, l'efecte és franc i decidit, encara s'aboca a un color més fi, més lleuger, un efecte més vague i misteriós, finalment, l'encant és perfecte amb l'accent mitològic que caracteritza les taules d'aquest tipus. S'han de tenir en compte dos punts bàsics que ressalten: es va trobar que en la figura de l'Amor, hi ha una mica de rigidesa en la posició i rodonesa en el dibuix; el núvol que porta Céphale no té lleugeresa, també es divideix en petites masses, i regne a la taula d'un to violaci, un color que no és propici per a l'harmonia.